# حسین یاوری
حسین احمدیان معروف به حسین یاوری (زادهٔ ۱۲۸۵ – درگذشتهٔ ۲۲ آذر ۱۳۵۷) نوازنده و مدرس نی اهل ایران بود.

## زندگی هنری
حسین یاوری در سال ۱۲۸۵ در اصفهان متولد شد. او از کودکی به دلیل فوت پدرش، مجبور به کار کردن شد. در نوجوانی به موسیقی و ساز نی علاقه‌مند شد و از محضر نایب اسدالله بهره برد. از استادان وی در ادامه مسیر فراگیری موسیقی ایرانی، به هنرمندانی همچون: آقا سید رحیم اصفهانی»، مهدی نوایی، «حبیب شاطر حاجی»، «رضا خان باشی»، حسین خضوعی، «سید محمدعلی عریضی»، «غلامرضا خان سارنج»، «محمدخان بلبلی»، نورعلی خان برومند، «آقا جلال کمانچه نواز نی داودی»، «علی آقا شهنازی»، «اکبرخان نوروزی»، «میرزا علی قاری میرسعیدی» می‌توان اشاره کرد.
شیوه نوازندگی حسین یاوری تداوم سبک نایب اسدالله و مهدی نوایی بوده‌است. او در برنامه‌های مختلف، هنرمندانی همچون جلال تاج اصفهانی را به عنوان نوازنده نی همراهی می‌کرد. شهرت او پس از مرگ مهدی نوایی در اصفهان به اوج رسید و به درخواست ابوالحسن صبا به تهران رفت و در اولین روزهای افتتاح رادیو در سال ۱۳۲۰ برنامه‌هایی را برای شنوندگان رادیو اجرا کرد. او در دهه ۱۳۲۰ با رادیو تهران و رادیو اصفهان همکاری داشت. از نوازندگی او چند صفحه در گنجینهٔ موسیقی ایران باقی مانده‌است. چشمان او در میانسالی به تدریج کم سو شد و سرانجام به نابینایی کامل منجر شد. وی برموسیقی محلی نیز احاطه داشته‌است.
ساسان سپنتا دربارهٔ او اینگونه نوشته‌است: «گوشه‌های زیادی را در دستگاه‌های موسیقی ایرانی روایت می‌کرد. وی می‌نواخت یا با آواز می‌خواند … او قطعات ابتکاری نیز می‌ساخت. روزی قطعه‌ای را که با نام لحن مشهور باربد «مرگ شبدیز» ساخته بود، برای من نواخت … شیوهٔ نوازندگی یاوری به سبک قدما بود و از حالات قوی و ضعف صدا در اجرای فیگورهای موسیقایی ردیف به نحو مطلوب استفاده می‌کرد».
خسرو سینایی در سال ۱۳۵۲ فیلم مستندی در مورد حسین یاوری ساخت. در آن فیلم یاوری در مورد خود و نی نوازی اش صحبت کرده‌است.

## شاگردان
حسین یاوری شاگردان زیادی را در ساز نی و آواز ایرانی تربیت کرده‌است که از آن جمله می‌توان به عباس غازی، احمد هنرمند، منوچهر برجیان، هوشنگ بهشتی، محمد بطلانی، حسین مهیاری، عباس مدینه‌ای، محمدعلی حدادیان، عباس کاظمی، ابوالحسن بشارت و … اشاره کرد.

## درگذشت
حسین یاوری در ۲۲ آذر ۱۳۵۷ درگذشت و در تخت فولاد اصفهان، «تکیه خواجویی» به خاک سپرده شد. در آذر ماه ۱۳۸۶ مراسم بزرگداشت حسین یاوری در حوزه هنری اصفهان برگزار شد. همچنین مراسم بزرگداشتی در تاریخ ۲۲ آذر ۱۳۹۵ در کنار آرامگاهِ وی برگزار گردید.